# Böjd under korset
Böjd under korset är en psalmtext av evangelisten och psalmförfattaren Joël Blomqvist. Diktad år 1879. Texten har fem 4-radiga verser. Lär finnas översatt till finska av Emanuel Tamminen och publicerad i Siionin Kannel. 

## Publicerad i
- Fridstoner 1879 som långfredagshymn.
- Hemlandssånger 1891 nr 80 under rubriken "Högtiderna".
- Segertoner 1930 nr 367 under rubriken "Jesus lidande och död. Blodet. Försoningen".
- Sions Sånger 1951 nr 11.
- Sions Sånger 1981 nr 12 under rubriken "Från Getsemane till Golgata".
- Sionsharpan nr 34 under rubriken "Kristi lidande och död".